# Discalma
Discalma is een geslacht van vlinders van de familie spanners (Geometridae), uit de onderfamilie Ennominae.

## Soorten
- D. atomosaria Warren, 1907
- D. brunneofusa Warren, 1901
- D. coniaria Dyar, 1913
- D. fragilis Warren, 1904
- D. humillima Bastelberger, 1908
- D. inanis Dognin, 1922
- D. indeterminata Warren, 1906
- D. lineata Dognin, 1911
- D. lugubris Warren, 1907
- D. memor Dognin, 1906
- D. mesoscia Prout, 1910
- D. normata Walker, 1861
- D. observata Walker, 1861
- D. olindaria Swinhoe, 1904
- D. puerilis Prout, 1916
- D. rectilineata Warren, 1900
- D. sordidula Bastelberger, 1909
- D. subcurvaria Mabille, 1897
- D. subumbrata Dognin, 1906